# Aielo de Rugat
Aielo de Rugat és un municipi del País Valencià situat a la comarca de la Vall d'Albaida.

## Història
Alqueria musulmana abans de la conquesta dels cristians, fou donada el 15 de maig de 1248 a Raimon de Gayllach per Jaume I. Fou part integrant del territori que abastava el ducat de Gandia. Després de l'expulsió dels moriscos en 1609 es va concedir la Carta Pobla als nous pobladors el 24 de setembre de 1612. Tot i això, és manifest que el 1794 encara no s'havia recuperat demogràficament del buit deixat pels moriscos, ja que només la poblaven 35 famílies.
Cap a mitjans del segle xix, Aielo de Rugat era conegut també com a 'Aielo de les Peres'. Segons sembla, eixe nom es devia al fet que la pera era l'especialitat productiva de l'horta.

## Monuments
Al cim del Castellet es troben les restes del seu castell. Pel seu estratègic enclavament, el castell servia de guaita i defensa de tota la zona. Actualment només queden en peu les restes de la seua frontera principal, en la que encara es distingixen la porta i algunes finestres.

## Política i govern
Des de la celebració de les primeres eleccions democràtiques, la dreta política; primer l'UCD, després l'AP i, a partir de 1991 el PP; sempre ha guanyat els 5 regidors disputats.

### Alcaldia
Des de 1987 l'alcalde d'Aielo de Rugat és Jaime Soler Todolí, primerament per Alianza Popular (AP), i des de 1991, pel Partit Popular (PP).
| Període                       | Alcalde o alcaldessa      | Partit polític | Data de possessió | Observacions |
| ----------------------------- | ------------------------- | -------------- | ----------------- | ------------ |
| 1979–1983                     | Ismael Alonso Momparler   | UCD            | 19/04/1979        | --           |
| 1983–1987                     | José Villagrasa Mascarell | AP-PDP-UL-UV   | 28/05/1983        | --           |
| 1987–1991                     | Jaime Soler Todolí        | AP             | 30/06/1987        | --           |
| 1991–1995                     | Jaime Soler Todolí        | PP             | 15/06/1991        | --           |
| 1995–1999                     | Jaime Soler Todolí        | PP             | 17/06/1995        | --           |
| 1999–2003                     | Jaime Soler Todolí        | PP             | 03/07/1999        | --           |
| 2003–2007                     | Jaime Soler Todolí        | PP             | 14/06/2003        | --           |
| 2007–2011                     | Jaime Soler Todolí        | PP             | 16/06/2007        | --           |
| 2011–2015                     | Jaime Soler Todolí        | PP             | 11/06/2011        | --           |
| 2015–2019                     | Jaime Soler Todolí        | PP             | 13/06/2015        | --           |
| 2019-2023                     | Jaime Soler Todolí        | PP             | 15/06/2019        | --           |
| Des de 2023                   | n/d                       | n/d            | 17/06/2023        | --           |
| Fonts: Generalitat Valenciana |                           |                |                   |              |

### Eleccions municipals de 2015
| Candidatura | Candidatura                         | Cap de llista                | Vots | Regidors | % vots |
| ----------- | ----------------------------------- | ---------------------------- | ---- | -------- | ------ |
|             | Partit Popular                      | Jaime Soler Todolí           | 85   | 5        | 68,55% |
|             | Partit Socialista del País Valencià | Amparo Isabel Sanjuán Ferrer | 15   | 0        | 12,10% |
|             | Abstenció                           |                              | 24   | -        | 15,29% |
|             | Vot nul                             |                              | 9    | -        | 6,77%  |
|             | Vot en blanc                        |                              | 7    | -        | 5,65%  |
| Total       | Total                               | 133                          | 133  | 5        | 84,71% |

## Demografia
El nombre d'habitants es troba estancat des de fa més de 30 anys. L'any 2021 hi havia censats 160 aielins.
| 1990 | 1992 | 1994 | 1996 | 1998 | 2000 | 2002 | 2004 | 2005 | 2010 | 2015 | 2017 |
| ---- | ---- | ---- | ---- | ---- | ---- | ---- | ---- | ---- | ---- | ---- | ---- |
| 213  | 200  | 204  | 196  | 193  | 208  | 207  | 207  | 209  | 183  | 173  | 160  |

## Personatges il·lustres
- Alberto Todolí Monparler, pilotari.
- Josep Antoni Garcés i Such, escritor.